# Riquna Williams
Riquna „Bay Bay” Williams (ur. 28 maja 1990 w Pahokee) – amerykańska koszykarka występująca na pozycjach rozgrywającej lub rzucającej, obecnie zawodniczka OGM Ormanspor, a w okresie letnim Las Vegas Aces.
8 września 2013 ustanowiła rekord strzelecki swojej kariery oraz WNBA, zdobywając 51 punktów podczas zwycięskiego (98-65) spotkania z San Antonio Silver Stars. W tym samym meczu wyrównała także rekord ligi, trafiając osiem rzutów za 3 punkty.
12 lutego 2021 dołączyła do Las Vegas Aces.

## Osiągnięcia
Stan na 12 czerwca 2023, na podstawie, o ile nie zaznaczono inaczej.

### NCAA
- Uczestniczka II rundy turnieju NCAA (2011, 2012)
- Mistrzyni sezonu regularnego konferencji Atlantic Coast (ACC – 2011)
- Wicemistrzyni turnieju Women's National Invitation Tournament (WNIT – 2010)
- Zaliczona do:
  - I składu:
    - ACC (2011, 2012)
    - turnieju:
      - Miami Holiday All-Classic (2011)
      - WNIT All-Tournament (2010)
      - Miami Wyndham Holiday (2010)

  - II składu ACC (2010)
  - III składu All-America (2012 przez Associated Press)
- Liderka konferencji ACC w:
  - średniej punktów (2011)
  - liczbie celnych (106) rzutów za 3 punkty (2010)

### WNBA
- Wicemistrzyni WNBA (2017)
- Zdobywczyni pucharu WNBA Commissioner's Cup (2022)[4]
- Najlepsza rezerwowa WNBA (2013)
- Uczestniczka meczu gwiazd WNBA (2015)
- Zaliczona do I składu debiutantek WNBA (2012)

### Inne drużynowe
- Mistrzyni Słowacji (2013)
- Wicemistrzyni:
  - EuroCup (2018)
  - Włoch (2014)[5]
- Zdobywczyni Pucharu Słowacji (2013)